# 金蔡姆 (上莱茵省)
金蔡姆（法語：Kientzheim，發音：[kintsaim] ⓘ）是法国上莱茵省的一个市镇，属于科尔马-里博维莱区。2016年1月1日，金蔡姆与邻近的2个市镇合并为新市镇凯瑟斯贝格-维尼奥布勒，并成为了凯瑟斯贝格-维尼奥布勒的委派市镇。

## 地理
金蔡姆（48°8'10"N, 7°17'9"E）面积4.83 平方千米，位于法国大東部大區上莱茵省，该省份为法国东部内陆省份，是阿尔萨斯的一部分，今与下莱茵省组成了阿尔萨斯欧洲集体，其北临下莱茵省，西接孚日省，西南接贝尔福地区省，东侧沿莱茵河与德国相望，南与瑞士接壤。
与金蔡姆接壤的市镇（或旧市镇、城区）包括：阿默什维尔、锡戈尔赛姆、凯瑟斯贝格、米特尔维尔、里克维尔。
金蔡姆的时区为UTC+01:00、UTC+02:00（夏令时）。

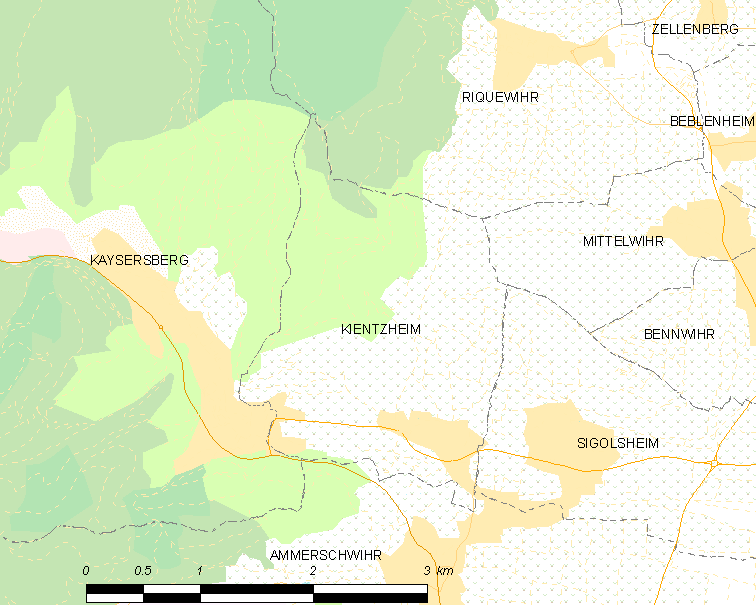
金蔡姆的OSM定位图

## 行政
金蔡姆的邮政编码为68240，INSEE市镇编码为68164。

## 政治
金蔡姆所属的省级选区为圣玛丽欧米讷县。

## 人口

1962-2008年间金蔡姆人口变化图示

金蔡姆于2018年1月1日时的人口数量为734人。